# Blepharicera tanidai
Blepharicera tanidai är en tvåvingeart som beskrevs av Peter Zwick 1990. Blepharicera tanidai ingår i släktet Blepharicera och familjen Blephariceridae. Inga underarter finns listade i Catalogue of Life.